# Sol v grlu
Sol v grlu (COBISS) je roman slovenskega pisatelja in slikarja Teda Kramolca; izšel je leta 2008 pri Novi reviji.  

## Vsebina
Osrednji lik je Karel Kolody, mladenič plavih las in modrih oči, živeč v Torontu, Ontario, Kanada, ki se preživlja oz. ukvarja z oblikovanjem. 
Karla je vzgajala romska družina, katera ga je našla ob vodi v košari kot zapuščenega dojenčka. Družino in prvo ljubezen mu pobijejo v vojni. Z bratom Šako ostaneta edina preživela. Njune poti se kmalu ločijo za skoraj osem let. Njegov priimek je privzet, da bi z njim za vselej prekril vse , kar ga je vezalo na preteklost, da bi z vsem začel na novo. V romanu so spomini na prva ljubezenska doživetja in kasneje na tisto prvo zaresno ljubezen, ki ga preganja skozi celotni roman. Najbolj ga zaznamujejo kruti vojni prizori in spomini, katere vedno znova podoživlja v sanjah in spominih, ter ga straše do konca romana.
Zaradi njegove preteklosti mu je dano iskanje samega sebe, svojega izvora ter pripadnosti neki človeški skupini.

## Zbirka
Roman Sol v grlu iz leta 2008 je izšel v zbirki Samorog.